# Сары (Троицкий район)
Сары — деревня в Троицком районе Челябинской области. Входит в состав Шантаринского сельского поселения.

## География
Расположена в восточной части района, на берегу озера Сары (отсюда назв.). Рельеф — равнина (Западно-Сибирская равнина); ближайшие выс.— 188 и 192 м. Ландшафт —лесостепь. В окрестностях — неск. небольших озер. Деревня связана грунтовыми и шос. дорогами с соседними населенными пунктами. Расстояние до районного центра (Троицк) 62 км, до центра сельского поселения (пос. Рытвино) — 13 км.

## Население
| 2002 | 2010 |
| ---- | ---- |
| 253  | ↘157 |

(в 1900 — 95, в 1926 — 115, в 1956 — 267, в 1959 — 398, в 1970 — 336, в 1983 — 225, в 1995 — 264)

## История
Деревня основана на месте заимки Сары, построенной в конце 19 века и входившей в черту Егорьевской волости Троицкого уезда Оренбуржской губернии. Заимка относилась к Ключевской станице.  
В 1900 в ней было учтено 16 дворов. В начале 20-го в. здесь осели крестьяне из Егорьевской вол. и переселенцы с Украины (с Полтавщины). По данным переписи, в 1920 деревня (в то время носила назв. Сары-Полтавская) числилась в Белозерской вол.; позднее относилась к Каракульскому сельсовету Каракульского района, состояла из 23 дворов; в 1959 была передана в Окт. р-н, в 1965 — в Троицкий.  
С 1943 на ее терр. располагалось 3-е отделение совхоза «Песчаный» (создан в 1930), с 1969 — совхоза «Белозерский». Ныне в деревне размещается отделение ООО «Белозерское». 

## Улицы
- Въездная улица
- Полтавская улица
- Степная улица
- Центральная улица
- Школьная улица